# 救急隊
救急隊（きゅうきゅうたい、英語：ambulance service または emergency medical service）とは、救急現場に駆けつけ傷病者に対して適切な処置を行い速やかに救急車で病院へ搬送する部隊のこと。

## 日本の救急隊
日本の消防では救急搬送も担っており、救急隊は全国の消防本部や消防署に設置されている。消防吏員の中から救急課程研修を受け、救急隊員の資格を持った隊長・隊員と機関員（運転手）の3名で一隊が構成されるのが原則であるが、平成29年4月からは離島や過疎地域等の救急隊においては3名のうち1名を准救急団員（自治体職員等で救急業務に関する基礎的な講習を終えた者）で構成することが可能となった。
かつては、法律上の制約により救急隊員は医療行為を行うことが認められておらず傷病者を病院まで搬送することしかできなかった。1991年に救急救命士法によって救急救命士国家試験を受験し救急救命士資格を取り認定を受けた隊員は医師の指示のもと限られた医療行為を行えるようになった。
全国の救急隊に救命処置を行うためのスペースを確保した高規格救急車を配備し、最低1名の救急救命士を乗車させることを目標とされている。
その一方で人員が限られる中小規模消防本部の分署・出張所・分遣所では救急隊と消防隊や救助隊を兼務していることもある。
また、常備消防を置かない「非常備消防」の自治体では、自治体職員が救急搬送のみを行う、いわゆる「役場救急」がほとんどであるが、救急救命士資格を持たない自治体職員で救急業務を行う場合、医療行為はできない。2015年、民間企業に所属する救急救命士が「役場救急」に同行し、通常の救急隊と同様の医療行為・救命業務を行う「救急救命業務委託」が日本で初めて実施され、日本初の企業「日本救急システム」が宮崎県美郷町および徳島県勝浦町、沖縄県竹富町から委託を受けて実施している。

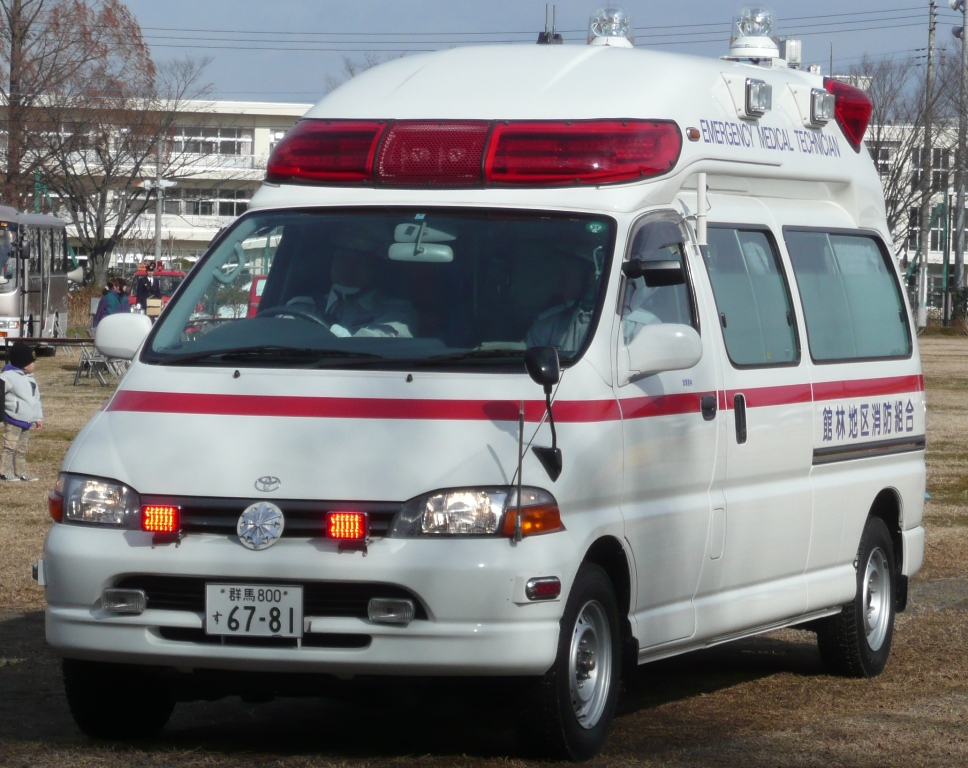
高規格救急車
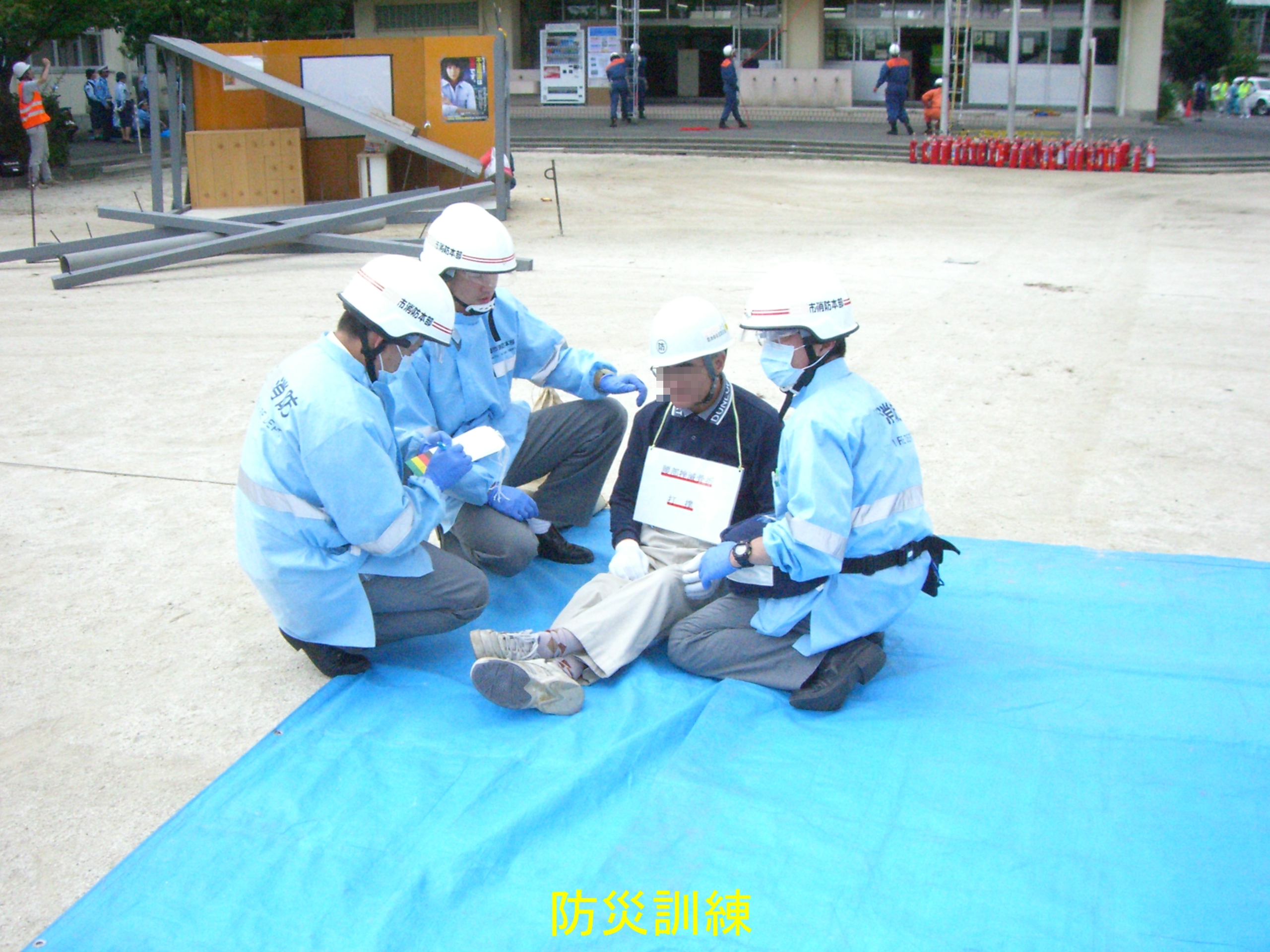
トリアージ訓練を行う救急隊員 （2007年9月2日撮影）

## タイの救急隊
タイにおいては、2008年のタイ国立救急医療センター設立まで政府機関としての救急隊は存在しなかった。そのため、公的な救急隊の設立後も、傷病者の病院搬送、災害救命活動などは、善堂と呼ばれる仏教系ボランティア団体が行うことが多い。著名な団体に華僑報徳善堂、泰国義徳善堂、合艾同聲善堂などがある。